# Live Like You Were Dying
Live Like You Were Dying è l'ottavo album in studio del cantante country statunitense Tim McGraw, pubblicato nel 2004.

## Tracce
1. How Bad Do You Want It – 3:44
2. My Old Friend – 3:37
3. Can't Tell Me Nothin' – 3:08
4. Old Town New – 5:00
5. Live Like You Were Dying – 4:58
6. Drugs or Jesus – 4:39
7. Back When – 4:59
8. Something's Broken – 3:42
9. Open Season on My Heart – 3:39
10. Everybody Hates Me – 3:28
11. Walk Like a Man – 3:35
12. Blank Sheet of Paper – 4:07
13. Just Be Your Tear – 4:47
14. Do You Want Fries with That – 3:59
15. Kill Myself – 3:07
16. We Carry On – 4:12

## Classifiche
| Classifica (2004) | Posizione massima |
| ----------------- | ----------------- |
| Stati Uniti       | 1                 |